# 1932年レークプラシッドオリンピックのフランス選手団
1932年レークプラシッドオリンピックのフランス選手団（1932ねんレークプラシッドオリンピックのフランスせんしゅだん）は、1932年2月4日から2月15日までアメリカ合衆国ニューヨーク州のレークプラシッドで開催された1932年レークプラシッドオリンピックのフランス選手団、およびその競技結果。

## 概要
今大会は、金メダル1個を獲得した。
フィギュアスケートペアで、アンドレ・ブリュネ＆ピエール・ブリュネ組が1928年サンモリッツオリンピックに続いて金メダルを獲得、2連覇を達成した。

## メダル
| メダル | 選手名                                | 競技               | 種目 |
| ------ | ------------------------------------- | ------------------ | ---- |
| 金     | アンドレ・ブリュネ ピエール・ブリュネ | フィギュアスケート | ペア |